# Геј четврт (Монтреал, Канада)
Геј четврт у Монтреалу, највећем граду канадске провинције Квебек (често позната и само као „Четврт” или у буквалном преводу „Село”, француски: Le Village gai или само Le Village) смештена је углавном у улици Сент Кетрин и шири се дуж улице Амхерст у округу Вил-Мари.
Приближно је ограничена улицом Сент Хуберт на западу, Д’ Лорими авенијом на истоку, Шербрук улицом према северу и Руне Ливек авенијом према југу. Овако ограничена представља највећу геј четврт у Северној Америци. У оквиру четврти налазе се три метро станице, Бери-ЈУКАМ, Бодри и Папино.
Ова, првобитно сиромашна област радничке класе, суседство Центар-Југа, постала је веома привлачна за геј и лезбејску заједницу након пресељења многих геј објеката из других делова града. Област је постала значајно гентрификована, делимично због значајних улагања различитих нивоа свих влада. Сва три нивоа Владе снажно промовишу геј живот Монтреала као туристичку атракцију. Препознавши значај ове четврти за град, округ Вил-Мари истакао је заставу дугиних боја у његовим Саветним већима и декорисао дугиним бојама стубове на улазу у Бодри метро станицу. Четврт је посебно означена на званичним мапама града као „Село”.

## Историја
Први забележени геј објекат у Северној Америци била је монтреалска Моз Телијер продавница јабука и колача, у улици Крег (данас улица Сент Ентоан), 1869. године.
Иако је геј сцена Старог Монтреала била мала, традиционално су постојале две одвојене скупине објеката где су геј људи били добродошли (70-их година 20. века, ови објекти постали су јавни геј објекти). Ове две одвојене скупине указивале су на подељену језичку културу у граду. То су биле „Центар града” (углавном са доминатним енглеским језиком) и „Главна улица” (углавном са доминатним француским језиком.

### Центар града
Западни крај овог дела града имао је барове у Стенли и Драмон улици и геј стамбено насеље у Шонеси четврти, западно од Гај улице. 50-их година 20. века трг Доминион (данашњи трг Дорчестер) био је познат као место где геј мушкарци могу да се упознају и срећу као и таверна, лоцирана на средини трга (таверна и данас постоји али је изгубила своју геј клијентелу). Традиционално, до 80-их година 20. века, геј живот био је концентрисан на барове, таверне и ресторане, који су толерисали геј клијентелу. До касних 60-их и раних 70-их година 20. века било је много објеката који су били били у власништву геј људи или у којима су се они окупљали, те је овај крај постао главно место окупљања геј људи у граду, мада је то било још увек релативно маргинализовано и чувано у тајности. Објекти су се генерално састојали од клубова у којима су мушкарци могли да ђускају и плешу.

### Главна улица
Главна улица, појас објеката који су се пружали дуж булевара Сен-Лорен и источно дуж улице Сент Кетрин Исток, област је која је била позната и као округ Црвених фењера, с обзиром да су ти објекти били на услузи маргинализованој клијентели. Овај крај окупљао је углавном клијентелу која говори француским језиком. Објекти су углавном били представљени тавернама у којима су се често приказивале емисије о трансвеститима.

### Затварање геј објеката у прошлости
Објекти у „Центру града” и „Главној улици” постали су изложени редовним репресијама, посебно пред почетак Светског сајма, „Експо 67” и Олимпијских игара 1976. године. У фебруару 1975. године извршена је рација у сауни Акваријус у улици Креснт, а затим и у шест геј и лезбејских барова у октобру 1975, рације су извршене и у „Ле Бан” клубу 23. јануара 1976. и Кристал сауни у фебруару 1976. године. Због повећане полицијске репресије, формирана је Геј коалиција против репресије која је неколико месеци касније била домаћин до тада највећих геј демонстрација у Канади, 19. јула 1976. године. Средином марта 1987. године, „Сауна 456” (раније историјка сауна Нептун), „Туро д’Ор”, „Студио 1”, „Сторк клуб”, „л'Џилис” и много других објеката било је нападнуто, један број власника морао је да затвори објекте након сумњивих оптужби а све је резултовало хапшењем извесног броја власника и њихових клијената.

### Развој геј четврти
У почетку, било је само неколико објеката лоцираних у подручју које је данас познато као „Геј четврт”. У раним 80-им годинама 20. века отворени су неки барови дуж улице Сент-Кетрин исток, између улице Вери и Папино авеније, у подручју Центар-Југ. Коначно, млађе геј генерације, англофоне и франкофоне, селе се у суседство, укључујући и многе који су долазили из осталих делова Квебека. Ово је охрабрено стварањем „Латинске четврти” у близини кампуса Универзитета Квебек.
Назив „Источно село” скован је у једном огласу од стране једног од власника веома популарног бар-клуба у то време. Након што је живео у Њујорку, његова намера била је да у Монтреалу створи снажну и живахну геј заједницу сличну Источном кварту на Менхетну. Циљ је био да се тим именом ова област диференцира од традиционалне сцене у центру града. На крају, име ове области постало је једноставно препознатљиво као „Четврт” а сама област постала главни стамбени и пословни геј трг у Монтреалу. Међутим, његов успех узрокован је такође скоро нестанком геј објеката из осталих градских подручја.
До 90-их година, „Четврт” је почела да се шири дуж улице Амхерст, са затварањем многих антикварница и отварањем нових објеката у власништву геј људи односно објеката чија су клијентела били геј људи. До данас, Четврт је постала добро установљена, задобија политичко признање и прихватање како од стране ЛГБТ заједнице тако и од стране хетеросексуалаца. Са добијањем на популарности, област је генерално напредовала, улепшавана је а куће су реновиране. Скоро сви геј објекти града данас су лоцирани у овој области.
Иако многе ЛГБТ особе станују и веома су присутне и у другим крајевима града, „Геј четврт” остаје срце ЛГБТ заједнице у овом граду. Сваког лета, улица Сент Кетрин постаје пешачка зона украшена са много ружичастих лопти обешених изнад глава пешака. Многи барови и ресторани обезбеђују баште за њихове патроне у то време. Главни догађаји који се одржавају у четврти укључују Параду поноса и Међународни фестивал уметности.